# Next Generation ATP Finals 2023
El Next Generation ATP Finals 2023 és un esdeveniment d'exhibició de la temporada 2023 de tennis en categoria masculina per a tennistes menors de 21 anys. La sisena edició del torneig es va celebrar sobre pista dura interior entre el 28 de novembre i el 2 de desembre de 2023 al King Abdullah Sports City de Jiddah, Aràbia Saudita.
El tennista serbi Hamad Medjedovic va esdevenir el campió del títol amb pitjor rànquing individual ja que va entrar al torneig ocupant el lloc 110.

## Classificació
Al torneig hi van accedir els set millor classificats en el rànquing "ATP Race to Jiddah", a banda d'un convidat per l'organització. Els tennistes seleccionables havien de ser menors de 21 anys a l'inici de la temporada (nascuts el 2002 o posterior).
| CS   | Rq  | Tennista          | Punts | Any naixement |
| ---- | --- | ----------------- | ----- | ------------- |
| −    | 2   | Carlos Alcaraz    | 8.855 | 2003          |
| −    | 8   | Holger Rune       | 3.660 | 2003          |
| −    | 17  | Ben Shelton       | 2.145 | 2002          |
| −    | 27  | Lorenzo Musetti   | 1.470 | 2002          |
| 1    | 36  | Arthur Fils       | 1.158 | 2004          |
| 2    | 66  | Luca Van Assche   | 687   | 2004          |
| 3    | 92  | Dominic Stricker  | 673   | 2002          |
| 4    | 94  | Alex Michelsen    | 653   | 2004          |
| 5    | 100 | Flavio Cobolli    | 640   | 2002          |
| 6    | 111 | Hamad Medjedovic  | 582   | 2003          |
| 7    | 118 | Luca Nardi        | 533   | 2003          |
| 8/WC | 187 | Abdullah Shelbayh | 311   | 2003          |
| S1   | 127 | Luciano Darderi   | 510   | 2002          |
| S2   | 128 | Arthur Cazaux     | 508   | 2002          |

|  | Classificats per l'ATP Finals 2023 |
|  | Renúncia                           |

## Fase de grups

### Grup Verd
| CS | Tennista         | A. Fils                    | D. Stricker              | F. Cobolli                       | L. Nardi                         | V − D | Sets | Jocs  | Pos. |
| 1  | Arthur Fils      |                            | 4−2, 3−4(3), 4−2, 4−3(5) | 4−1, 4−2, 4−2                    | 2−4, 4−3(6), 4−2, 1−4, 4−2       | 3−0   | 9−3  | 42−31 | 1    |
| 3  | Dominic Stricker | 2−4, 4−3(3), 2−4, 3−4(5)   |                          | 2−4, 4−3(7), 1−4, 2−4            | 4−1, 4−1, 4−2                    | 1−2   | 5−6  | 32−34 | 2    |
| 5  | Flavio Cobolli   | 1−4, 2−4, 2−4              | 4−2, 3−4(7), 4−1, 4−2    |                                  | 4−3(4), 2−4, 3−4(1), 4−1, 3−4(3) | 1−2   | 5−7  | 36−37 | 3    |
| 7  | Luca Nardi       | 4−2, 3−4(6), 2−4, 4−1, 2−4 | 1−4, 1−4, 2−4            | 3−4(4), 4−2, 4−3(1), 1−4, 4−3(3) |                                  | 1−2   | 5−8  | 35−43 | 4    |

### Grup Vermell
| CS | Tennista          | L. Van Assche                       | A. Michelsen                        | H. Medjedovic                       | A. Shelbayh              | V − D | Sets | Jocs  | Pos. |
| 2  | Luca Van Assche   |                                     | 4−3(0), 3−4(4), 3−4(4), 4−1, 4−3(6) | 2−4, 4−2, 3−4(7), 1−4               | 4−3(5), 3−4(5), 4−1, 4−1 | 2−1   | 7−6  | 43−38 | 2    |
| 4  | Alex Michelsen    | 3−4(0), 4−3(4), 4−3(4), 1−4, 3−4(6) |                                     | 2−4, 3−4(3), 4−3(3), 4−3(5), 3−4(4) | 2−4, 4−1, 0−4, 0−4       | 0−3   | 5−9  | 37−49 | 4    |
| 6  | Hamad Medjedovic  | 4−2, 2−4, 4−3(7), 4−1               | 4−2, 4−3(3), 3−4(3), 3−4(5), 4−3(4) |                                     | 3−4(6), 4−2, 4−3(5), 4−2 | 3−0   | 9−4  | 47−37 | 1    |
| 8  | Abdullah Shelbayh | 3−4(5), 4−3(5), 1−4, 1−4            | 4−2, 1−4, 4−0, 4−0                  | 4−3(6), 2−4, 3−4(5), 2−4            |                          | 1−2   | 5−7  | 33−36 | 3    |

## Fase final
| Semifinals | Semifinals       | Semifinals | Semifinals | Semifinals | Semifinals | Semifinals |  |  | Final | Final            | Final | Final | Final | Final | Final |
|            |                  |            |            |            |            |            |  |  |       |                  |       |       |       |       |       |
| 1          | Arthur Fils      | 2          | 4          | 4          | 4          |            |  |  |       |                  |       |       |       |       |       |
| 2          | Luca Van Assche  | 4          | 1          | 31         | 36         |            |  |  |       |                  |       |       |       |       |       |
|            |                  |            |            |            |            |            |  |  | 1     | Arthur Fils      | 4     | 1     | 2     | 4     | 1     |
|            |                  |            |            |            |            |            |  |  | 6     | Hamad Medjedovic | 36    | 4     | 4     | 3⁹    | 4     |
| 6          | Hamad Medjedovic | 4          | 2          |            |            |            |  |  |       |                  |       |       |       |       |       |
| 3          | Dominic Stricker | 35         | 1          | r          |            |            |  |  |       |                  |       |       |       |       |       |